# Borgisz
A Borgisz a 9 pontos nyomdai betűméret elnevezése.
A szó francia eredetű (bourgeois), jelentése: polgári (később "burzsoá"-ként jelent meg a magyar nyelvben, megváltozott jelentéstartalommal). A chicagói tipometria kilenc pontos bourgeois betűnagysága a magyar rendszerben 8.44, az angolszászban 7.44 méterpontot tesz ki. A bourgeois helyett Németországban és Magyarországon használják a borgisz kifejezést. Az elnevezés valószínűleg a 16. században élt francia származású Geoffroy Tory-tól származik, aki a nemeseknek szánt díszes kiállítású kiadásokon kívül a polgárok számára is nyomtatott könyveket.

## Egyéb
Vámos Miklós 1969-ben ipari tanulóként az Egyetemi Nyomdában dolgozott; itteni élményei ihlették „Borgisz” című regényét.